# موتوماهی آرام
موتوماهی آرام (نام علمی: Cetengraulis mysticetus) نام یک گونه از تیره موتوماهیان است.